# 大久保町 (富山県)
大久保町（おおくぼまち）は、かつて富山県上新川郡にあった町。

## 沿革
- 1889年（明治22年）4月1日 - 町村制の施行により、上新川郡下大久保村、中大久保村、東大久保村、塩村、神通村、合田村、辰尾村の区域の一部、上大久保村の区域の一部、坪井村の区域の一部、上熊野村の区域の一部、辰尾新村の区域の一部及び安養寺村の区域の一部の区域をもって、上新川郡大久保村（おおくぼむら）が発足する。村役場は大字下大久保村に設置[2]。
- 1913年（大正2年）12月1日 - 町制施行して、上新川郡大久保町となる。町役場は大久保村時代と同じく大字下大久保に置かれた[2]。
- 1954年（昭和29年）12月10日 - 上新川郡大沢野町に編入する。

## 歴代村長・町長
出典→
1. 吉田玄周（1889年4月1日 - ）
2. 渡辺武平（1890年4月9日 - ）
3. 三輪豊次郎（1892年5月6日 - ）
4. 野崎松次郎（1897年7月26日 - ）
5. 黒田銀次郎（1901年9月6日 - ）
6. 三輪豊次郎（1903年8月29日 - ）
7. 片山耕三（1907年8月31日 - 、以上、大久保村長）
8. 片山耕三（1913年12月1日 - 、以下、大久保町長）
9. 高見庄之助（1915年2月4日 - ）
10. 片山耕三（1916年12月21日 - ）
11. 黒田銀次郎（1917年6月13日 - ）
12. 黒田栄次郎（1920年8月20日 - ）
13. 吉山岩雄（1924年9月9日 - ）
14. 安井忠重（1928年3月9日 - ）
15. 石黒宗亮（1932年2月17日 - ）
16. 稲本治郎作（1934年3月6日 - ）
17. 吉山岩雄（1937年1月20日 - ）
18. 安井忠重（1937年8月26日 - ）
19. 森内清作（1942年8月14日 - ）
20. 神保清作（1947年4月5日 - ）
21. 黒田久一（1952年12月10日 - ）